# 华菱钢铁
华菱钢铁（简称：华菱钢铁，曾用简称：华菱管线；深交所：000932）为一家注册地和办公地位于湖南省长沙市，为黑色金属冶炼及压延加工业的股份制上市公司；主营炼钢、轧钢和有色金属压延加工及其产品的销售业务。2010年，公司销售收入1,780,161万元，净利润-264,363万元；2011年前3季度销售收入6,090,563万元，亏损17,356万元。公司注册地点和办公地点位于长沙市湘府西路222号华菱园主楼。
华菱钢铁于1999年，由湖南华菱钢铁集团有限责任公司联合长沙矿冶研究院、湖南冶金投资公司等四家公司共同发起，重组其下属湘钢、涟钢、衡钢等三家企业的无缝钢管、线材及中小型材生产、科研、销售相关的生产经营性资产，以发起方式设立。1999年8月3日，华菱钢铁于深圳证券交易所上市交易。公司以以冷、热轧超薄板、宽厚板、大小口径各品种的无缝钢管、精品线材等产品作为发展重点，已形成具有先进装备水平的板、管、线系列产品生产线，产品技术含量、质量达到国际水平，产品市场已拓展至美国、新加坡、韩国、澳大利亚、中东、南欧、马来西亚等十多个国家和地区。截止2010年12月31日，公司总资产333,160万元，总股本为33,060.58万股。2011年6月30日，华菱钢铁的控股机构为湖南华菱钢铁集团有限责任公司，其持股比重占40.01%（其中36.37%为限售A股）。
2022年，湖南华菱钢铁集团有限责任公司更名为湖南钢铁集团有限公司。